# ZB vz. 30
As ZB-30 e ZB-30J eram metralhadoras leves da Tchecoslováquia que foram amplamente utilizadas durante a Segunda Guerra Mundial.

## História
A ZB-30 e a ZB-30J foram as versões posteriores da famosa metralhadora tchecoslovaca ZB-26. No entanto, a ZB-30 tinha algumas diferenças de projeto, tornando-a semelhante à ZGB-33 posterior, que foi um dos primeiros protótipos da Bren. Assim como a ZB-26, a Wehrmacht adotou a ZB-30 após a ocupação da Tchecoslováquia, rebatizando-a de MG30(t); foi usada na mesma função da MG 34, como metralhadora leve. Nas fases iniciais da Segunda Guerra Mundial, a ZB-30 no calibre 7,92 mm Mauser foi usada em grande número por elementos da Waffen-SS alemã, que inicialmente não tinham acesso total aos canais de abastecimento padrão da Wehrmacht.

## Variantes
| Metralhadora         | ZB vz.26 | ZB vz.30 | ZB vz.30J (nota) |
| -------------------- | -------- | -------- | ---------------- |
| Calibre (mm)         | 7,92     | 7,92     | 7,92             |
| Comprimento (mm)     | 1165     | 1180     | 1204             |
| Peso (kg)            | 8,84     | 9,10     | 9,58             |
| Carregador (tiros)   | 20       | 20       | 20               |
| Cadência (tiros/min) | 500      | 550-650  | 500-600          |
| Velocidade (m/s)     | 750      | 750      | 750              |

Nota - A ZB 30J foi uma iteração de projeto tardio da ZB 30 para venda na Iugoslávia (originalmente escrita com um J) que apresentava um sistema de gás ajustável para que munições leves e pesadas de 7,92 mm normalmente disponíveis ativassem o mecanismo.

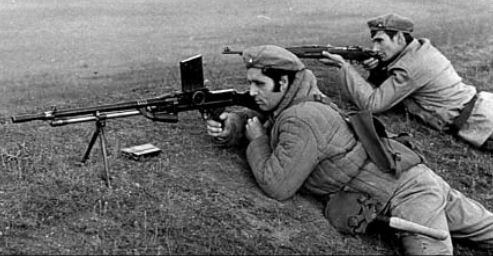
Uma ZB-30 romena fabricada sob licença, usada após a guerra pela Guarda Patriótica.

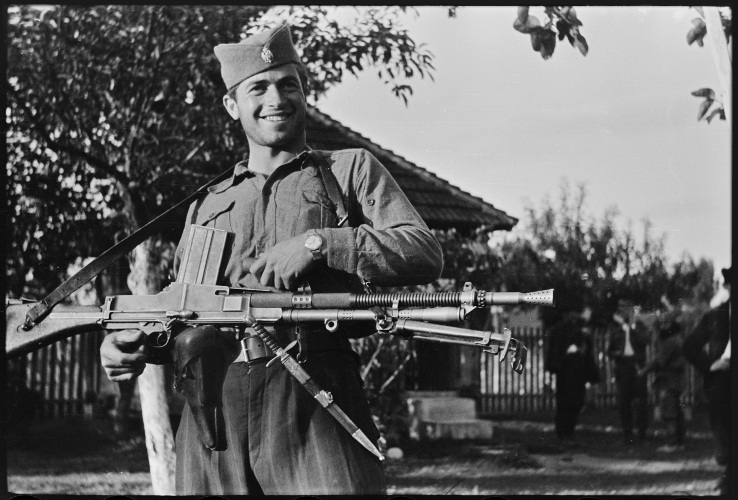
Lutador realista iugoslavo com M37, variante de fabricação doméstica da ZB-30.